# 궈뤄 티베트족 자치주
궈러 티베트족 자치주(티베트어: མགོ་ལོག་བོད་རིགས་རང་སྐྱོང་ཁུལ་ 고로그 티베트족 자치주, 중국어: 果洛藏族自治州, 병음: Guǒluò Zàngzú Zìzhìzhōu)는 중화인민공화국 칭하이성에 설치된 티베트족 자치주의 하나이다. 중국명 "궈뤄(果洛)"는 티베트명 "고로그"를 음차한 것이다. 티베트의 전통적인 지리 구분에서는 암도 지구의 남부에 해당한다.

## 지리
북쪽에서 동쪽으로 걸쳐 칭하이 성의 하이시 몽골족 티베트족 자치주, 하이난 티베트족 자치주, 황난 티베트족 자치주, 간쑤성의 간난 티베트족 자치주와 동남쪽은 쓰촨성의 아바 티베트족 창족 자치주와 남쪽은 가오즈 티베트족 자치주와 서쪽은 칭하이 성의 위슈 티베트족 자치주와 경계를 마주한다.

## 민족
2000년을 기준으로 총인구 137,940명, 인구밀도 1.81/km2이다.
| 민족     | 인구    | 비율   |
| -------- | ------- | ------ |
| 티베트족 | 126,395 | 91.63% |
| 한족     | 9,096   | 6.59%  |
| 후이족   | 1,529   | 1.11%  |
| 사라족   | 329     | 0.24%  |
| 투족     | 302     | 0.22%  |
| 기타     | 289     | 0.21%  |

## 행정 구역

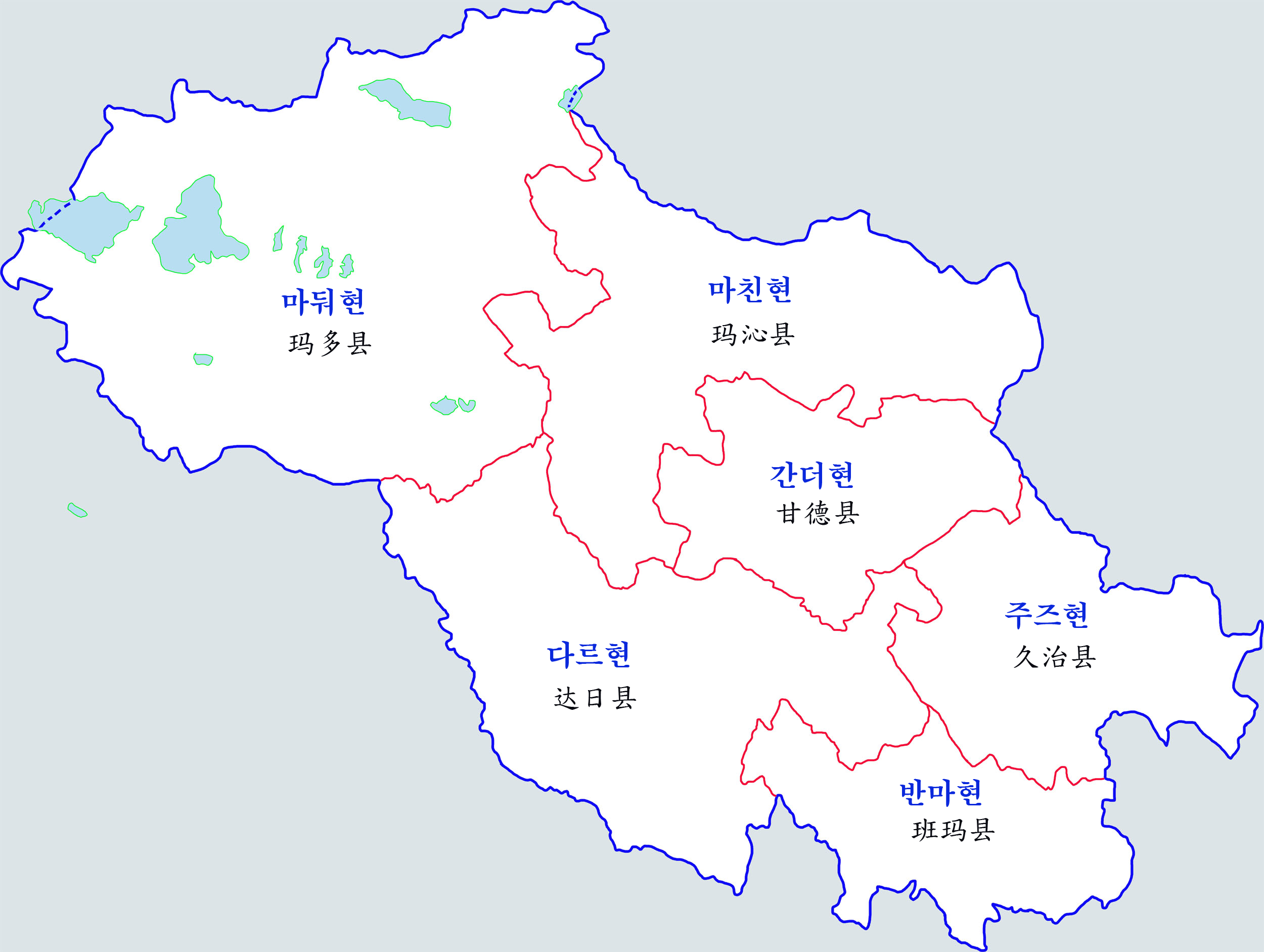
궈러티베트족자치주의 행정구역도

6개의 현을 관할하며, 주 인민정부는 마친 현(玛沁县)에 위치한다.
- 현
  - 마친 현(玛沁县, ma chen rdzong) 智青松多镇
  - 주즈 현(久治县, gcig sgril rdzong) 玛査里
  - 마둬 현(玛多县, rma stod rdzong) 大武镇
  - 간더 현(甘德县, dga' bde rdzong) 柯曲镇
  - 반마 현(班玛县, pad ma rdzong) 赛来塘镇
  - 다르 현(达日县,dar lagl rdzong) 吉迈镇